# Sam Peltzman
Sam Peltzman est professeur émérite à la Booth School of Business de l'Université de Chicago. Il est rédacteur en chef du Journal of Law and Economics et a été rédacteur en chef du Journal of Political Economy de 1974 à 1989.
Les recherches du professeur Peltzman se concentrent sur les questions liées à l'interface entre le secteur public et l'économie privée.

## Biographie
Sam Peltzman son doctorat en économie de l'Université de Chicago en 1965 et son BBA du City College de New York en 1960.

## Publications importantes
- (en)The Structure of the Money-Expenditures Relationship, American Economic Review, 1969.
- (en)The Effect of Government Subsidies-in-Kind on Private Expenditures: The Case of Higher Education, Journal of Political Economy, 1973.
- (en)The Effects of Auto Safety Regulation, Journal of Political Economy, 1975.
- The Regulation of Automobile Safety, American Enterprise Institute, 1976.
- (en)The Gains and Losses from Industrial Concentration, Journal of Law and Economics, 1977.
- (en)The Growth of Government, Journal of Law and Economics, 1980.
- (en)The Effect of FTC Advertising Regulation, Journal of Law and Economics, 1981.
- (en)An Economic Interpretation of the History of Congressional Voting, American Economic Review, 1985.
- (en)Economic Conditions and Gubernatorial Elections American Economic Review, 1987.
- (en)How Efficient is the Voting Market?, Journal of Law and Economics, 1990.
- (en)Voters as Fiscal Conservatives, Quarterly Journal of Economics, 1992.
- (en)Political Participation and Government Regulation, University of Chicago Press, 1998.
- (en)The Decline of Antitrust Enforcement, Review of Industrial Organization, 2001.
- (en)Mortality Inequality, Journal of Economic Perspectives, 2009.